# NES-101
NES-101 eller NES 2 var en 8-bitarskonsol släppt av Nintendo den 15 oktober 1993, och som såldes fram till 1995. Den kallades även i marknadsförings-sammanhang Nintendo Entertainment System Control Deck.
Den såldes Nordamerika för 49.99 amerikanska dollar, vilket motsvarade 75 amerikanska dollar i 2013 års penningvärde..

### Fotnoter
1. ↑  ”Arkiverade kopian”. Arkiverad från originalet den 9 november 2014. https://web.archive.org/web/20141109003436/http://www.nintendocosmos.com/nes_info.htm. Läst 15 augusti 2014.